# Karhunsalo
Karhunsalo är en ö i Finland. Den ligger i sjön Mallasvesi och i kommunen Pälkäne i den ekonomiska regionen Tammerfors och landskapet Birkaland, i den södra delen av landet, 130 km norr om huvudstaden Helsingfors. Öns area är 37,2 hektar och dess största längd är 1 kilometer i öst-västlig riktning.